# American Nuclear Society
American Nuclear Society (ANS) är en amerikansk internationell intresseorganisation för fler än 10 000 individer, från fler än 50 länder, som arbetar eller studerar inom kärnkraft och relaterade ämnen.
Intresseorganisationen grundades 1954 efter att intresset för kärnkraft för fredliga syften ökade allt mer, framförallt efter USA:s 34:e president Dwight D. Eisenhowers tal "Atoms of Peace" inför Förenta nationernas generalförsamling året innan.